# Dexter Holland
Dexter Holland, nome artístico de Bryan Keith Holland (Garden Grove, 29 de dezembro de 1965), é um músico, empresário, filantropo e biólogo estadunidense. Holland é membro co-fundador da banda californiana de punk rock The Offspring, na qual é também o principal vocalista, guitarrista rítmico e principal compositor.

## Carreira musical
Após serem barrados no show da banda Social Distortion em 1984, Holland e Greg Kriesel, que era seu companheiro de cross country, decidiram montar uma banda punk chamada Manic Subsidal. Holland tocava bateria. Após James Lilja ser contrato para as percussões, Holland assumiu na guitarra e vocal - Em 1985, Noodles (músico), entrou como guitarrista e logo após decidiram mudar o nome para The Offspring.
Após a gravação de uma demo em 1988, o The Offspring assinou um contrato com uma pequena gravadora independente, a Nemesis Records, para gravarem seu álbum de estreia, intitulado The Offspring em março de 1989. Esse álbum eventualmente foi remasterizado em 1995 pela própria gravadora de Holland, a Nitro Records
Em 1991, The Offspring assinou com a Epitaph Records (que grava para Bad Religion, L7, NOFX, Pennywise e outras). O primeiro lançamento com a gravadora foi Ignition, em 1992. Seu último álbum com ela foi Smash, em 1994 (que ainda tem o recorde mundial para a maioria das vendas de um álbum por um selo independente). A banda então assinou com a Columbia Records, em 1996 (embora Dexter afirme que Brett Gurewitz, dono da Epitaph e guitarrista do Bad Religion, vendeu o contrato para a Columbia), para eles lançarem seus próximos seis álbuns: Ixnay on the Hombre (1997), Americana (1998), Conspiracy of One (2000), Splinter (2003), Rise and Fall, Rage and Grace (2008) e Days Go By (2012).

## Empresariado
No final de 2006, Dexter fundou sua própria marca de molho picante, a Gringo Bandito. A sede fica na zona industrial da cidade de Huntington Beach, Califórnia, perto do estúdio de gravações do The Offspring. Fez isso depois de pensar se poderia fazer um molho picante melhor, tendo crescido no sul da Califórnia, onde comida mexicana é considerada "parte da vida". Disse também que é uma pessoa que "quando resolve seguir uma ideia, segue pra valer", e que isso foi como sua carreira musical: tinha interesse em gravações e decidiu aprender a tocar guitarra, depois acabou formando uma banda.
Também é co-fundador da gravadora Nitro Records, junto do também membro do The Offspring Greg K., que ele administrou de 1994 a 2013.

## Carreira científica
Dexter concluiu seu ensino médio em 1984 como um valedictorian (título dado nos EUA, Canadá e nas Filipinas ao aluno que discursa numa cerimônia de formatura). Nessa época chegou a ser o melhor aluno em matemática de seu ano, fato que ele disse ser "tão excitante quando punk rock".
Frequentou a Universidade do Sul da Califórnia, onde se licenciou em biologia, obteve um mestrado em biologia molecular e chegou a começar um doutorado na mesma área. Com o sucesso do The Offspring, abandonou os estudos para se dedicar à música. Em 1995 disse que quando chegasse aos 40 anos de idade, ia preferir ser um professor universitário a trabalhar com música.
Em 2013 ele voltou a fazer o doutorado, no Laboratório de Oncologia Viral e Pesquisa Proteômica, da Faculdade de Medicina Keck, que pertence ao campus da Universidade do Sul da Califórnia em Los Angeles.

## Filantropia
Em 1997, Dexter e Jello Biafra, ex-vocalista dos Dead Kennedys, formaram a Fundação F.S.U., que arrecada fundos por caridade em shows. A fundação arrecadou verba para vários projetos, como o AIDS Project Los Angeles (APLA), Poor People´s United Fund, Trees Foundation e Anistia Internacional.
Dexter participou da Maratona de Los Angeles de 2006, onde escolheu fazer caridade para o Projeto Inocência, uma clínica legal sem fins lucrativos que faz testes de DNA que podem levar à inocência em casos onde já houve condenação.

## Novo álbum
Em uma entrevista no Rock In Rio de 2017, que aconteceu no Brasil, Dexter Holland e Noodles confirmaram que o sucessor de Days Go By seria lançado em 2018. Dexter falou, 
“É verdade! Estamos trabalhando nisso.”
Então Noodles entrou na conversa: “Nós estivemos, sim, por um tempo. Nós temos algumas músicas prontas. Nós queremos fazer mais uns pares, e nós definitivamente queremos ter algo em breve. Nossos fãs esperaram tempo demais, eu acho, então queremos dar algo nas mãos deles que eles possam ouvir e segurar, e colocar em suas orelhas”
Em uma possível data de lançamento, Dexter disse, “2018, com certeza!”

## Vida pessoal
Foi casado com a cabeleireira Kristine Luna, coautora da música Session e que também aparece no clipe de I Choose. Conheceram-se em 1992, casaram em 1995 e se divorciaram em 2012. Tem uma filha, Alexa Holland, de um relacionamento anterior, que também é cantora e compositora com o nome artístico "Lex Land".
É piloto de aviões licenciado e também instrutor de voo, tendo dado uma volta ao mundo sozinho em 10 dias. Gosta também de surfar (como mostra o clipe de Da Hui), pular de paraquedas (como mostra o DVD Huck It) e andar de skate.
Coleciona selos da Ilha de Man. Mede 1,88 m.